# Покровка (Абзеліловський район)
Покро́вка (рос. Покровка, башк. Покровка) — присілок (у минулому селище) у складі Абзеліловського району Башкортостану, Росія. Входить до складу Краснобашкирської сільської ради.
Населення — 226 осіб (2010; 226 в 2002).
Національний склад:
- башкири — 58%
- росіяни — 29%